# Дункан-Джонс, Кэтрин
Кэтрин Дункан-Джонс (англ. Katherine Dorothea Duncan-Jones; 13 мая 1941 — 16 октября 2022) — исследовательница английской литературы и шекспировед. Она была сотрудником Нью-Холла в Кембридже (1965—1966), а затем Сомервиль-колледжа в Оксфорде (1966—2001). Она также была профессором английской литературы в Оксфордском университете с 1998 по 2001 год.

## Личная жизнь
Дункан-Джонс родилась 13 мая 1941 года в семье философа Остина Дункана-Джонса и литературоведа Элси Дункан-Джонс (урождённой Фаре — Phare). Её брат — историк Ричард Дункан-Джонс. Она получила образование в средней школе для девочек короля Эдуарда VI в Бирмингеме, независимой школе для девочек. Она училась в колледже Святой Хильды в Оксфорде, получив степень бакалавра гуманитарных наук (BA) и степень бакалавра гуманитарных наук (BLitt): по традиции её степень бакалавра позже была повышена до степени магистра искусств (MA Oxon).
Дункан-Джонс вышла замуж за писателя Э. Н. Уилсона в 1971 году. У пары было две дочери: Эмили, антиковед, и Би Уилсон, автор книг по кулинарии. Они развелись в 1990 году.
Дункан-Джонс умерла 16 октября 2022 года в возрасте 81 года.

## Академическая карьера
Дункан-Джонс была научным сотрудником Мэри Юарт в Сомервиль-колледже в Оксфорде с 1963 по 1965 год. Затем она была научным сотрудником Нью-Холла в Кембридже с 1965 по 1966 год. Затем она вернулась в колледж Сомервиль и была научным сотрудником и преподавателем английской литературы с 1966 года до выхода на пенсию в 2001 году. Она также была профессором английской литературы в Оксфордском университете с 1998 по 2001 год. Она была старшим научным сотрудником Сомервиль-колледжа с 2001 года до своей смерти.
В 1991 году Дункан-Джонс была избрана членом Королевского литературного общества (FRSL).

## Избранные работы
- Sir Philip Sidney: Courtier Poet. Yale University Press 1991 ISBN 9780300050998
- Sir Philip Sidney: The Major Works, editor. Oxford University Press 2009 ISBN 9780199538416
- Shakespeare’s Poems, ed. Katherine Duncan-Jones and H. R. Woudhuysen, London 2007. ISBN 978-1-9034-3686-8
- Shakespeare. An ungentle Life. London 2010. ISBN 978-1-408-12508-3
- Shakespeare. Upstart Crow to Sweet Swan 1592—1623. London 2011. ISBN 978-1-408-13014-8
- Shakespeare’s Sonnets, editor. Arden 2010. ISBN 9781408017975